# Services d'information spécialisés pour la recherche
 (janvier 2023).
La mise en forme du texte ne suit pas les recommandations de Wikipédia : il faut le « wikifier ».
Les points d'amélioration suivants sont les cas les plus fréquents. Le détail des points à revoir est peut-être précisé sur la page de discussion.
- Les titres sont pré-formatés par le logiciel. Ils ne sont ni en capitales, ni en gras.
- Le texte ne doit pas être écrit en capitales (les noms de famille non plus), ni en gras, ni en italique, ni en « petit »…
- Le gras n'est utilisé que pour surligner le titre de l'article dans l'introduction, une seule fois.
- L'italique est rarement utilisé : mots en langue étrangère, titres d'œuvres, noms de bateaux, etc.
- Les citations ne sont pas en italique mais en corps de texte normal. Elles sont entourées par des guillemets français : « et ».
- Les listes à puces sont à éviter, des paragraphes rédigés étant largement préférés. Les tableaux sont à réserver à la présentation de données structurées (résultats, etc.).
- Les appels de note de bas de page (petits chiffres en exposant, introduits par l'outil «  Source ») sont à placer entre la fin de phrase et le point final[comme ça].
- Les liens internes (vers d'autres articles de Wikipédia) sont à choisir avec parcimonie. Créez des liens vers des articles approfondissant le sujet. Les termes génériques sans rapport avec le sujet sont à éviter, ainsi que les répétitions de liens vers un même terme.
- Les liens externes sont à placer uniquement dans une section « Liens externes », à la fin de l'article. Ces liens sont à choisir avec parcimonie suivant les règles définies. Si un lien sert de source à l'article, son insertion dans le texte est à faire par les notes de bas de page.
- La présentation des références doit suivre les conventions bibliographiques. Il est recommandé d'utiliser les modèles {{Ouvrage}}, {{Chapitre}}, {{Article}}, {{Lien web}} et/ou {{Bibliographie}}. Le mode d'édition visuel peut mettre en forme automatiquement les références.
- Insérer une infobox (cadre d'informations à droite) n'est pas obligatoire pour parachever la mise en page.

Pour une aide détaillée, merci de consulter Aide:Wikification.
Si vous pensez que ces points ont été résolus, vous pouvez retirer ce bandeau et améliorer la mise en forme d'un autre article.
Le système des Services d'information spécialisés pour la recherche (FID) est un programme de soutien aux bibliothèques scientifiques de la Fondation allemande pour la recherche qui vise à renforcer et à améliorer les infrastructures d'information pour la recherche. Ce système s'inscrit dans la continuité des fonds documentaires spécialisés (Sondersammelgebiete) des bibliothèques universitaires financés en Allemagne depuis 1949.

## Objectif
L'objectif de ces services d'information spécialisés est d'offrir aux scientifiques un accès rapide et direct à la littérature spécialisée et aux informations de niveau recherche.
Ces FID proposent en complément un certain nombre de services dans les différentes disciplines. En fonction de l'orientation et des intérêts spécifiques d'une discipline, divers services peuvent être développés en concertation avec la communauté scientifique. Peuvent ainsi être proposés des outils d'accès aux ressources numériques ou bien le renforcement des acquisitions de la littérature scientifique courante. En règle générale, le développement de nouveaux services bénéficie d'un financement équivalent à l'acquisition de la littérature imprimée. Les FID développent une offre documentaire spécialisée qui complète l'offre de base des bibliothèques académiques.
Contrairement aux anciens fonds documentaires spécialisés, les FID n'ont plus pour objectif de procéder à une collecte et un archivage exhaustifs des publications scientifiques. Une telle tâche "relève plutôt d'une mission collaborative que doivent porter conjointement les bibliothèques et archives nationales du monde entier ou des institutions équivalentes de portée nationale".

## Services d'information spécialisés financés
Financement depuis 2014 (sauf mention contraire : 2e phase de financement 2017-2019)
- Service d'information spécialisé pour la recherche juridique internationale et interdisciplinaire, Bibliothèque d'État de Berlin - Patrimoine culturel prussien
- Service d'information spécialisé pour la criminologie, Bibliothèque universitaire de Tübingen
- arthistoricum.net - service d'information spécialisé sur l'art, bibliothèque universitaire de Heidelberg et bibliothèque d'État de Saxe - bibliothèque d'État et universitaire de Dresde
- adlr.link – service d'information spécialisé pour les médias et les sciences de la communication, Bibliothèque universitaire de Leipzig (2e phase de financement 2018-2020)
- Service d'information spécialisé en musicologie, Bibliothèque d'État de Bavière, Munich, à partir de 2017 avec la Bibliothèque d'État de Saxe - Bibliothèque d'État et universitaire de Dresde[4]

Financement depuis 2015 (sauf mention contraire : 2e phase de financement 2018-2020)
- Service d'information spécialisé pour les arts de la scène, Bibliothèque universitaire Johann Christian Senckenberg, Université Goethe de Francfort-sur-le-Main
- Service d'information spécialisé pour les sciences de l'éducation et la recherche pédagogique, Institut Leibniz pour la recherche et l'information pédagogiques (DIPF) Francfort, Bibliothèque pour la recherche en histoire de l'éducation Berlin, Bibliothèque universitaire Erlangen-Nuremberg, l'Institut Leibniz pour la documentation pédagogique (Georg-Eckert-Institut) et Bibliothèque universitaire de l'Université Humboldt à Berlin
- Service d'information spécialisé pour les mathématiques, Bibliothèque nationale et universitaire de Basse-Saxe à Göttingen et Bibliothèque d'information technique à Hanovre (financement jusqu'en 2017)
- Service d'information spécialisé pour la pharmacie, Bibliothèque universitaire de Braunschweig et Institut des systèmes d'information de l'Université technique de Braunschweig (Wolf-Tilo Balke)
- Service d'information spécialisé pour la théologie, Bibliothèque universitaire de Tübingen

Financement depuis 2016 (sauf mention contraire : 2e Phase de financement 2019-2021)
- Service d'information spécialisé pour les études africaines, Bibliothèque universitaire Johann Christian Senckenberg, Francfort-sur-le-Main (financement jusqu'en 2018)
- Service d'information spécialisé en littérature générale et comparée, Bibliothèque universitaire Johann Christian Senckenberg, Francfort-sur-le-Main
- Propylée - Service d'information spécialisé pour les études anciennes, Bibliothèque universitaire de Heidelberg et Bibliothèque d'État de Bavière, Munich
- Bibliothèque de culture et d'histoire anglo-américaines, Bibliothèque d'État et universitaire de Basse-Saxe à Göttingen et Bibliothèque de l'Institut J. F. Kennedy de la Freie Universität Berlin
- CrossAsia - Service d'information spécialisé pour l'Asie, Bibliothèque d'État de Berlin - Patrimoine culturel de la Prusse et Bibliothèque de l'Université de Heidelberg
- Service d'information spécialisé Benelux / Études des Pays-Bas, Bibliothèque universitaire et nationale de Münster
- Service d'information spécialisé pour les géosciences, Bibliothèque d'État et universitaire de Basse-Saxe à Göttingen et Centre de recherche allemand pour les géosciences GFZ Potsdam
- Service d'information spécialisé pour les sciences historiques, Bibliothèque d'État de Bavière, Munich et Bibliothèque du Deutsches Museum, Munich
- Service d'information spécialisé pour les études juives, Bibliothèque universitaire Johann Christian Senckenberg, Francfort-sur-le-Main et Université des médias, Stuttgart (Kai Eckert)
- Service d'information spécialisé pour la cartographie et les géodonnées de base, Bibliothèque d'État de Berlin - Patrimoine culturel prussien
- Service d'information spécialisé sur l'Amérique latine, les Caraïbes et les études latino-américaines, bibliothèque de l'Institut ibéro-américain - Patrimoine culturel prussien, Berlin (financement jusqu'en 2018)
- Service d'information spécialisé Montan, mines et métallurgie, bibliothèque universitaire de l'Université technique Bergakademie Freiberg
- Service d'information spécialisé pour les études moyen-orientales, maghrébines et islamiques, Bibliothèque universitaire et d'État Halle/Saale
- Service d'information spécialisé pour l'Europe du Nord, Bibliothèque de l'Université de Kiel
- Service d'information spécialisé pour l'Europe de l'Est, du Centre-Est et du Sud-Est, Bibliothèque d'État de Bavière, Munich
- Service d'information spécialisé pour les sciences politiques, Bibliothèque d'État et universitaire de Brême et GESIS - Institut Leibniz pour les sciences sociales, Cologne (Philipp Mayr)
- Service d'information spécialisé pour les études religieuses, Bibliothèque universitaire de Tübingen
- Service d'information spécialisé pour les études romanes, Bibliothèque de l'Université et de l'État de Bonn et Bibliothèque de l'État et de l'Université de Hambourg
- Service d'information spécialisé en études slaves, Bibliothèque d'État de Berlin - Patrimoine culturel de la Prusse
- Service d'information spécialisé en anthropologie sociale et culturelle, Bibliothèque universitaire de l'Université Humboldt de Berlin
- Service d'information spécialisé en sociologie, Bibliothèque universitaire et de la ville de Cologne et GESIS – Institut Leibniz pour les sciences sociales, Mannheim (Christof Wolf)

Financement depuis 2017
- Service d'information sur la recherche sur la biodiversité, bibliothèque universitaire Johann Christian Senckenberg, Francfort-sur-le-Main, chaire de technologie du texte à l'Université Goethe de Francfort-sur-le-Main, ainsi que l'Institut de recherche Senckenberg et le Musée d'histoire naturelle Senskenberg
- Service d'information spécialisé pour le livre, la bibliothèque et les sciences de l'information, bibliothèque universitaire de Leipzig et bibliothèque Herzog August Wolfenbüttel
- Service d'information spécialisé sur les langues, littératures et cultures finno-ougriennes / ouraliennes, Bibliothèque nationale et universitaire de Basse-Saxe à Göttingen
- Service d'information spécialisé en linguistique, Bibliothèque universitaire Johann Christian Senckenberg, Francfort-sur-le-Main, et Institut d'informatique - Groupe de travail sur la linguistique computationnelle appliquée à l'Université Goethe de Francfort-sur-le-Main

Financement depuis 2018
- Service d'information spécialisé pour la philosophie, Bibliothèque universitaire et de la ville de Cologne et Faculté de philosophie, Institut Thomas, Cologne (Andreas Speer)
- Service d'information spécialisé pour la recherche sur la mobilité et les transports, Bibliothèque d'État de Saxe - Bibliothèque d'État et universitaire de Dresde et Bibliothèque d'information technique de Hanovre
- Service d'information spécialisé en études allemandes, Bibliothèque universitaire Johann Christian Senckenberg, Francfort-sur-le-Main

Financement depuis 2019
- Service d'information spécialisé pour l'Asie centrale – cultures et langues autochtones, Bibliothèque nationale et universitaire de Basse-Saxe à Göttingen

Financement depuis 2021
- Service d'information spécialisé pour la science et l'ingénierie des matériaux (FID Materials Science), Bibliothèque d'État de Saxe - Bibliothèque d'État et universitaire de Dresde et Bibliothèque d'information technique de Hanovre[6]

Financement depuis 2022
- FID4SA - Service d'information spécialisé Asie du Sud[7], Bibliothèque de l'Université de Heidelberg

## Critique
La Bibliothèque universitaire et d'État de la Sarre (SULB), qui a alimenté pendant environ 50 ans les fonds spécialisés en psychologie, n'a pas souhaité se porter candidate à la mise en place d'un FID car elle ne considérait pas comme opportune l'orientation de ces infrastructures. Pour la SULB, le concept de service d'information spécialisé privilégiant les ressources électroniques revient "surtout à s'écarter d'une politique d'acquisition prospective et exhaustive. Les acquisitions sont donc indexées sur les besoins actuels des scientifiques ce qui, de notre point de vue, revient à créer par anticipation des lacunes et une impossibilité de couvrir les besoins futurs, lesquels sont, par nature, imprévisibles. Doutant de la pertinence d'un tel concept pour l'avenir, nous nous sommes abstenus de postuler", a déclaré la bibliothèque sur son site Internet,.

## Évaluation 2019
En 2019, la DFG a chargé la société de conseil Prognos AG (de) d'évaluer le système FID. À cette fin, les opinions et les expériences des directions de bibliothèque, des gestionnaires de FID, des chargés de fonds et des utilisateurs (potentiels) ont été sondées à l'aide de méthodes qualitatives et quantitatives utilisées en sciences sociales. Dans l'ensemble, le système FID est bien accueilli. Les sondés relèvent que ces infrastructures ont permis le développement de services innovants qui répondent aux besoins des utilisateurs. Des besoins d'amélioration ont été identifiés, comme par exemple : 
- Une distinction plus claire entre le financement par projet de nouveaux services innovants et l'allocation de fonds pérennes pour l'accroissement des fonds.
- Les structures parallèles redondantes pour des FID dont les périmètres se chevauchent doivent être évitées.

## Liens Internet
- Informations sur le programme de financement "Services d'information spécialisés pour la science" (DFG)
- Webis - priorités de collection dans les bibliothèques allemandes (Bibliothèque d'État et universitaire de Hambourg)